# No Use for a Name
A No Use For A Name egy amerikai punk rock együttes, melyet 1987-ben Tony Sly (gitár és ének), Rory Koff ((dobok) Sunnyvale-ben, Kaliforniában alapított. Az együttes hangzása karrierjük során nagy mértékben változott. Az évek haladtával fokozatosan a punk zene egy könnyebb, melodikusabb fajtájára tértek át.

## Történetük
Két évvel alakulásuk után, 1989-ben, felvették basszusgitárosnak Steve Papoutsis. Első dala, amit itt írt a You bug me volt.
1990-ben vették fel a Let 'em out című számukat és ugyanebben az évben az Incognito című albumuk is megjelent. Az 1992-es évben csatlakozott hozzájuk Chris Dodge, mint ritmusgitáros; ezután adták ki második albumukat a Don't miss the Train-t.
Chris Dodge hamarosan a távozás mellett döntött, ezért a harmadik albumon már Daily Grind játszotta fel az akkordokat. Tony Sly vette át a ritmusgitárt, Robin Pfefer pedig a szólógitárt.
1995 is váltást eredményezett: Robin Pfefer helyett Ed Gregor szerepelt a zenekarban, amely ekkoriban vált ismertté negyedik albumával, a Leche con Carne-val.
A váltások sora ezzel még nem fejeződött be. 1997-ben Chris Shiflett elvállalta a szólógitárt és az ex Face to Face-es Matt Riddle vette fel a basszusgitárt.  Ebben a felállásban jelent meg az ötödik lemez, a Making Friends.
1999-ben a More Betterness! megjelenése után és röviddel a következő turné előtt Chris Shiflett a Foo Fightershez távozott. A hiányt egy Ex-Suicidal Tendencies taggal pótolták: Dave Nassie érkezett a csapatba.
2000-ben jelent meg válogatásalbumuk a The NRA Years.
2001-ben kiadtak egy régi és új számokat egyaránt tartalmazó koncertfelvétel-válogatást és ugyanebben az évben jelentették meg újra az első két lemezt. Egy évvel később jött ki Dave Nassieval az első studialbumuk Hard Rock Bottom címmel, ezt a 2005-ös Keep Them Confused követte.
2007-ben az együttes egy válogatáslemez kiadásával ünnepelte fennállásának 20. évfordulóját. A 26 számból álló All the Best Songs két, eddig még nem hallott számot is tartalmaz.
2008-ban a zenekar 3 év szünet után újabb stúdióalbummal kedveskedett rajongóinak: a The Feel Good Record of the Year április 1-jén látott napvilágot.
2009-ben Dave Nassie gitáros kilépett a zenekarból az európai turnéjuk közepén, hogy átigazoljon a Bleeding Through-ba. helyére a Lagwagon gitárosa, Chris Rest lépett 2009 augusztusában.
2012. július 31-én Tony Sly eddig tisztázatlan okból elhunyt.

## Diszkográfia
Stúdióalbumok
- 1990 – Incognito, New Red Archives
- 1991 – Don't Miss the Train, New Red Archives
- 1993 – Daily Grind, Fat Wreck Chords
- 1995 – Leche Con Carne, Fat Wreck Chords
- 1997 – Making Friends, Fat Wreck Chords
- 1999 – More Betterness!, Fat Wreck Chords
- 2002 – Hard Rock Bottom, Fat Wreck Chords
- 2005 – Keep Them Confused, Fat Wreck Chords
- 2008 – The Feel Good Record of the Year, Fat Wreck Chords

Élőalbum
- 2001 – Live in a Dive, Fat Wreck Chords

Válogatás
- 2000 – NRA Years, New Red Archives
- 2007 – All the Best Songs, Fat Wreck Chords

Újrakiadások
- 2001 – Incognito (re), Fat Wreck Chords
- 2001 – Don't miss the Train (re), Fat Wreck Chords

## Külső hivatkozások
- Hivatalos honlap